# Кумедно, якщо це правда
Кумедно, якщо це правда (Уривок з листа Річарда Віттінгема, есквайра) (англ. Curious, if True) — оповідання Елізабет Гаскелл, що в лютому 1860 року було надруковане в одному з перших випусків журналу «Корнгіл» (Cornhill Magazine), редактором котрого був Вільям Теккерей. Через 5 років, у 1865 році, оповідання було видане у збірці «Сіра жінка та інші історії» (англ. The Grey Woman and Other Tales) лондонськими видавцями Елдером і Смітом.
У творі Елізабет Гаскелл в іронічній манері зображає персонажів відомих читачам XIX ст. казок, здебільшого Шарля Перро. Оповідання є пародією на готичний роман вікторіанської епохи.

## Сюжет
Річард Віттінгем, англійський есквайр, приїздить до Франції й оселяється в Турі. Для розваги якось увечері він йде гуляти лісом і, заблукавши, натрапляє на дивний замок. Там його приязно зустрічає швейцар і повідомляє, що його вже давно чекають. Здивованого Віттінгема проводять до зали, де відбувається прийом, і знайомлять з господарями дому та їхніми гостями. Після того, як до зали зайшла Фея-хрещена, англієць зрозумів, що лежить в лісі під розлогим дубом, а над ним сходить сонце.

## Персонажі та їхні прототипи
- Річард Віттінгем — англійський есквайр, що приїхав на пошуки інформації про своїх предків до Франції. Його прототипом став Дік Віттінгтон — персонаж англійської фольклорної казки «Дік Віттінгтон і його кіт» («Dick Whittington and His Cat[en]»), що за допомогою кота зміг заробити собі багатство і стати мером Лондона.
- Мсьє Гроза Здорованів (Джек — Переможець Велетнів) — персонаж, про якого лише згадують у творі, на думку гостей — друг і земляк Діка Віттінгтона. Його прототипом став персонаж англійської фольклорної казки «Джек — Переможець Велетнів» («Jack the Giant Killer[en]»), що вбив багато велетнів за часів короля Артура.
- Мадам де Рец — господиня замку; перший її чоловік, якого вона обожнювала, мав синю бороду. Її прототипом стала дружина Синьої Бороди — персонажу казки Шарля Перро «Синя Борода», прообразом котрого переважно вважається маршал Франції Жиль де Ре.
- Том — розумний єгер, що ходив у поношеному одязі і був дуже незадоволений своїм господарем. Прообразом цього персонажа став головний герой казки Шарля Перро «Кіт у чоботях».
- Маркіз де Карабас — не дуже розумний, але привабливий молодик, прототипом якого став маркіз Карабас (син мірошника) із казки Шарля Перро «Кіт у чоботях», господар Кота в чоботях.
- Пані з опухлими ногами — немолода, колись вродлива пані, що тепер мала проблеми з ногами і не могла ходити. Прототипом образу стала Попелюшка — головна героїня однойменної західноєвропейської народної казки, найбільш відомої в обробці Шарля Перро та братів Грімм.
- Мсьє Мізинчик — поважний, але хитрий і жорсткий пан, якому Річард Віттінгем звіряється зі своєю таємницею. Прототипом його став Хлопчик-Мізинчик — персонаж однойменної казки Шарля Перро.
- Чарівна пані, що заснула на канапі. Прототипом цього персонажа стала головна героїня казки Шарля Перро «Спляча красуня».
- Леді з трояндами. Прототипом персонажа стала головна героїня європейської фольклорної казки «Красуня і чудовисько».
- Мадам Нявняв — білява дама, вбрана у все біле, проте не дуже гарна. Прототипом персонажа стала головна героїня казки Марі Катрін д'Онуа «Біла кішка».
- Примара маленької дівчинки, котру з'їв вовк, — вона з'являється раз на рік у місячному світлі алей лісу. Прототипом персонажа стала Червона шапочка — головна героїня народної європейської казки «Червона шапочка», найбільш відомої в обробці Шарля Перро.
- Мсьє Сганарель — знайомий пані де Рец, про якого вона розповідає на прийомі і який виправдовував чоловіків, які інколи б'ють своїх дружин. Прототипом став персонаж відомої п'єси Мольєра «Лікар мимоволі».
- Мсьє Людожер — гість, про якого не дуже добре відгукується мадам де Рец з причини його запізнення. Його прототипом став відомий персонаж фольклорних казок.
- Фея-хрещена — гостя, після появи якої головний герой опинився в лісі. Прототипом став відомий персонаж фольклорних казок.

## Особливості стилю і проблематика
У творі Елізабет Гаскелл герої популярних у ХІХ ст. казок стали набагато реальнішими, ніж у фольклорних історіях — вони можуть старіти, хворіти, загалом бути неідеальними (наприклад, виявляти хитрість, як мсьє Мізинчик, чи обожнювати свого кривдника, як мадам де Рец). Назва «Кумедно, якщо це правда» тільки посилює створюваний таким прийомом ефект розмивання меж між вигадкою і реальністю.
Письменниця немов повертає казку в інший бік — зазвичай автори додають вигадки в реальність, а вона додає реальності у вигадку.
Однією з особливостей цього твору є те, що оповідач не усвідомлює значення усього того, що розповідає слухачеві — він не асоціює гостей замку з персонажами відомих казок, і, хоч його власне ім'я перегукується з персонажем відомої англійської казки, Річард Віттінгем не може збагнути комізму ситуації.

## Переклади українською мовою
Українською мовою вперше перекладено Ігорем Андрущенком у 2014 році. Видано в межах збірки «Зникнення та інші оповідання» (Зникнення та інші оповідання / Елізабет Гаскелл ; пер. з англ. Ігоря Андрущенка.  — К. : Знання, 2014.  — 158 с.  — (English Library).  — ISBN 978-617-07-0195-4).